# Kingstone (Herefordshire)
Pour les articles homonymes, voir Kingstone.
Kingstone est une paroisse civile et un village du Herefordshire, en Angleterre.